# Widodo (plaats)
Widodo is een bestuurslaag in het regentschap Musi Rawas van de provincie Zuid-Sumatra, Indonesië. Widodo telt 4155 inwoners (volkstelling 2010).